# فالي (لاعب كرة قدم)
فالي (بالإسبانية: Rafael Brieva Primo)‏ هو لاعب كرة قدم إسباني في مركز الهجوم، ولد في 18 سبتمبر 1983 في إشبيلية في إسبانيا. لعب مع نادي أوريويلا ونادي أونتينيينت ونادي إيبار.

## وصلات خارجية
- فالي (لاعب كرة قدم) على موقع قاعدة بيانات كرة القدم.إي يو (الإنجليزية)
- فالي (لاعب كرة قدم) على موقع Soccerway.com (الإنجليزية)